# Avgust (naslov)
Avgust (latinsko Avgvstvs, mn. Avgvsti, slovensko veličasten, mogočen, velespoštovan) je bil starorimski naslov, ki je bil hkrati naslov in ime prvega rimskega cesarja Gaja Avgusta Oktavijana. Ob njegovi smrti je postal uradni naslov njegovega naslednika in za njim vseh rimskih cesarjev. Ženska oblika Avgusta se je uporabljala za rimske cesarice in vse članice cesarjeve družine.  
Moška in ženska oblika imena izvirata iz obdobja Rimske republike. Povezani sta bili s stvarmi, ki so se v tradicionalni rimski religiji veljale za božanske ali svete. Njuna raba kot naslov večjih in manjših rimskih božanstev cesarstva je povezovala cesarski sistem in cesarsko družino s tradicionalnimi rimskimi vrlinami in božansko voljo in se lahko šteje za značilnost rimskega cesarskega kulta.
V rimskih grško govorečih provincah je bil Avgust preveden kot Sebastos (Σεβαστός, "častitljivi") ali heleniziran kot Avgust (Αὔγουστος, Augustos). Ti naslovi so se uporabljali tudi v Bizantinskem cesarstvu vse do padca Konstantinopla leta 1453, vendar so postopoma izgubili svojo cesarsko ekskluzivnost. Po propadu Rimskega cesarstva se je Avgust včasih uporabljal kot ime za moške aristokratskega rodu, zlasti v deželah Svetega rimskega cesarstva. Zdaj je samo še osebno ime.

## Naslov v Starem rimu

### Najzgodnejša raba
Kakih trideset let pred prvo povezavo s Cezarjevim naslednikom je bil avgust nejasen  častni naslov, povezan z verskimi združenji. V besedilu iz leta 58 pr. n. št.  povezan s hišnimi bogovi Lari. V latinski poeziji in prozi je  pomenil "povišanje" ali "povečanje" tistega, kar je že bilo sveto ali versko. Nekateri rimski viri so naslov povezovali z avgurijo, Rim sam pa naj bi bil ustanovljen z Romulovo "avgustovsko avgurijo".

### Častni cesarski naslov
Prvi rimski cesar, znan kot Avgust, je bil hkrati prvi rimski cesar Gaj Julij Cezar Oktavijan. Bil je posinovljenec in naslednik umorjenega  in kasneje uradno poboženega Julija Cezarja. Oktavijan se je preračunljivo izogibal vsem povezavam z naslovom cesar in je svoj položaj in dolžnosti imenoval divi filius, sin poboženega. Njegov položaj je bil kljub temu edinstven in izjemen. Z zmago v bitki pri Akciju je končal dolgotrajno in krvavo državljansko vojno v Rimu in vzpostavil trajen mir. Bogovi so mu bili samoumevno naklonjeni. Kot princeps senatus (prvi mož ali vodja senata) je predsedoval zasedanjem senata in  bil pontifex maximus, glavni svečenik rimske državne religije. Imel je konzularni imperij  z enako oblastjo kot uradni glavni izvršilni uradnik, bil vrhovni poveljnik vseh rimskih legij in imel tribunicia potestas (tribunsko oblast). Kot tribun je bil nedotakljiv (sacrosanctitas) in imel pravico veta na vsak akt ali predlog katerega koli magistrata v Rimu.
V Avgusta ga je uradno preimenoval rimski senat 16. januarja 27 pr. n. št. Senat je morda samo ratificiral njegovo premišljeno zahtevo. Predlagano je bilo ime Romul, vendar je bil predlog zavrnjen, ker bi Oktavijana naredilo za drugega ustanovitelja Rima. Njegov polni in uradni naslov je bil Imperator Caesar Divi Filius Augustus.
Avgustove verske reforme so razširile ali potrdile avgusta kot skoraj vseprisoten naziv ali čast za različna manjša lokalna božanstva, vključno z Lares Augusti iz lokalnih skupnosti, in nejasna provincialna božanstva, kot je severnoafriški Marazgu Augustus. Razširitev cesarske časti na večja in manjša božanstva Rima in njegovih provinc se šteje za temeljno značilnost cesarskega kulta, ki se je nadaljeval do uradne zamenjave tradicionalnih rimskih religij s krščanstvom. Verska dvoumnost naslova je omogočila tovrstno pobožnost po celotnem cesarstvu, saj so podložniki – začenši v Aziji in Bitiniji – sprejeli čaščenje genija ali Avgustove duše in vzpostavili vladarski kult.
Naslov ali ime Avgust so prevzeli njegovi nasledniki kot izraz svojih vrlin, položaja in pooblastil. Vse to so prevzeli tudi krščanski cesarji. Večina cesarjev je uporabljala tudi naslova imperator in cezar, ki je bil hkrati ime klana znotraj julijanske rodbine.
Prvi cesar je naslov avgust v oporoki zapustil svojemu posvojenemu dediču in nasledniku Tiberiju. Od takrat je bil avgust naslovni element cesarskega imena, čeprav ni podeljeval nobenih posebnih zakonskih pooblastil. Kasneje je naslov podeljeval rimski senat. Do vladavine Marka Avrelija (vladal 161–180) je bil avgust  izključno cesarski naslov, dokler ni Mark Avrelij leta 161 v avgusta povzdignil Lucija Vera (vladal 161–169), da sta imela naslov dva nosilca hkrati.
Datum cesarjeve podelitve naslova avgust se je vsako leto proslavljal kot dies imperii (dnevi cesarstva). Od 3. stoletja je cesarja za avgusta pogosto razglasila vojska.
Tetrarhija, ki jo je ustanovil Dioklecijan, je oblast v cesarstvu razdelila med dva avgusta in dva njima podrejena cezarja. Zakonodajno oblast je kot starejši avgust obdržal Dioklecijan. Dioklecijan in njegov naslednik po državljanskih vojnah v tetrarhiji Konstantin Veliki sta se naslavljala semper Augustus (vedno Avgust), kar kaže na formaliziranje naslova v poznem 3. in zgodnjem 4. stoletju n. št. Med Konstantinovim vladanjem in kasneje se je grški naslov Σεβαστός (sebastós) opustil. Uvedel se je naslov avgust in se v grški obliki pisal Αὔγουστος (aúgoustos).
Od Valentinijana Velikega (na zahodu vladal 364-375) in njegovega brata Valensa (na vzhodu samodstojno vladal 364-375),  ki sta bila leta 364 povišana  v avgusta pari iure, "brez zamenjave", sta se položaja avgustov zahodnih in vzhodnih provinc izenačila. Zadnji rimski cesar, ki je vladal na zahodu, je zaradi nepomembnosti njegovega položaja postal znan kot Avgustul – mali Avgust.
Po zmagi nad Sasanidi v bizantinsko-sasanidski vojni 602-628, zadnji fazi rimsko-perzijskih vojn, je cesar Heraklij uvedel grški naslov  βασιλεύς (basileús), ki pomeni "kralj". Naslov augostos je postal nepriljubljen. Do Heraklijevih reform so se v Rimu od strmoglavljenja zadnjega rimskega kralja Tarkvinija Superba v poznem 6. stoletju pr. n. št. izogibali naslova kralj.
Cesarski naslovi imperator, cezar in avgust so se v grščino prevedli kot  autokratōr, Kaisar in Augoustos (ali Sebastos). Grški naslovi so bili v Bizantinskem cesarstvu v rabi do njegovega propada leta 1453. Naslov sebastos je izgubil svojo cesarsko ekskluzivnost, zato so cesarje naslavljali izključno z autokratōr in basileus.

### Ženski ekvivalent naslova
Ženski ekvivalent avgusta je bila avgusta. Imela je enak izvor in nejasen deskriptor z nejasnim verskim prizvokom. Naslov se je podeljeval nekaterim ženskam iz cesarskih dinastij kot pokazatelj svetovne moči in vpliva ter statusa, ki je bil blizu božanskemu. Naslov je bil najvišji in najbolj prestižen naslov v cesarstvu. Naslov ali čast so si delile tudi državne boginje, povezane z velikodušnostjo in plmenitostjo cesarskega režima, kot so bile Cerera, Bona Dea, Junona, Minerva in Ops, ter lokalne ali manjše boginje po vsem imperiju. Drugi poosebljenji, ki sta se dojemali kot ženski in jima je bil podeljen naslov Avgusta, sta bili Paks (mir) in Vktorija (zmaga).
Prva ženska s častnim naslovom Avgusta, je bila Livija Druzila. Naslov ji je v oporoki zapustil mož Avgust. Po njegovi smrti je bila do svoje smrti leta 29 n. št. znana kot Julija Avgusta.

## Druga raba

### Sveto rimsko cesarstvo
Karel Veliki je pred svoje naslove postavljal naslov serenissimus Augustus (najbolj spokojen avgust). Slog je prevzel cesar Oton I. Veliki in ga nekoliko spremenil v imperator Avgust. Relativna preprostost in odsotnost kakršne koli omembe Rima je bila izraz spoštovanju do Konstantinopla, čeprav je cesar nekaj časa leta 966 uporabljal naslov imperator Augustus Romanorum ac Francorum (Avgust, cesar Rimljanov in Frankov) leta 966). Cesarstvo je kmalu zatem doseglo srednjeveški vrhunec svoje moči. Do 12. stoletja se je  standardni naslov cesarja glasil Dei gratia Romanorum imperator semper Augustus (z božjo milostjo cesar Rimljanov, vedno Avgust).
Formula semper Augustus (vedno vzvišen) se v poznem Svetem rimskem cesarstvu v nemški jezik ni prevedla dobesedno, ampak v allzeit Mehrer des Reiches (vedno povečevalec cesarstva).

### Brian Boru
Irski beliki kralj Brian Boru (okoli 941–1014) je bil v Ulsterskih letopisih opisan kot  ardrí Gaidhel Erenn & Gall & Bretan, August iartair tuaiscirt Eorpa uile, se pravi veliki kralj Gelov Irske, Skandinavcev in  Britov, avgust cele severozahodne Evrope. Bil je edini irski kralj s takšnim naslovom.